# 小野剛 (野球)
小野 剛（おの ごう、1978年5月6日 - ）は、大分県中津市出身の元プロ野球選手（投手、右投右打）、実業家。

## 経歴

### プロ入り前
小学校・中学校時代は野球よりも勉強の方に重きを置き、中学校時代は学年でも成績1位レベルの優秀さであったと言う。学業に力を入れていた理由としては野球よりも学業の方が稼げるのではと考えていたためであった。そして、中学校のある時から野球の方にも力を注ぐようになると、そこでも頭角を現し、強豪校から野球推薦の話が舞い込むようになった。中学校卒業後、桐蔭学園高等学校に進学する。高校時代は投手から外野手に転向するもレギュラーを獲れずじまいであった、卒業後武蔵大学に進学し投手に転向し首都大学野球連盟（2部リーグ）の記録を塗り替える通算37勝をマークし、2001年、ドラフト7位で読売ジャイアンツ入団。高校時代の同期にはG.G.佐藤がいる。

### プロ入り後
一軍登板のないまま、2002年にわずか2年で解雇された。この時点で野球を辞めることも考えていたが、巨人時代チームメイトだった工藤公康から「俺なら体がボロボロになるまでやるけどな」と言われ、現役続行を決める。
2003年はイタリア・セリエAのT&Aサンマリノでプレーし、巨人時代の2001年当時コーチだった宮田征典の助言を受けてサイドスローへの転向やシュートを習得するなど、本格派と呼ばれていた投球スタイルからの転換を図った。同年オフに、西武ライオンズにテスト入団を果たし、日本球界に復帰した。
2004年4月21日の北海道日本ハムファイターズ戦（西武ドーム）でNPB初登板を果たし、中継ぎの4回を1失点に抑えた。この初失点である被本塁打が、日本ハム・SHINJOのNPB通算150号本塁打となる。この年は中継ぎとして11試合に登板。
2006年にも1試合で投げ3回無失点の内容だったが、同年、守備練習中にイップスを発症して投球もままならない状態となり、レギュラーシーズン終了後に戦力外通告を受けた。

### 現役引退後
現役から引退し、その後は不動産企業である東海住宅に入社した後、プロ野球選手や音楽家をマネジメントする株式会社GSLを設立。2008年からは芦ノ牧ホテルを買収し社長に就任した。2010年には不動産業者の有限会社吉祥ハウジングを買収。武蔵大学大学院で金融を学び、経営・ファイナンス専攻の修士課程を2010年3月に修了した。現在は様々な事業を行う実業家となっている。2017年には「年商4億」と紹介された。
資産運用の面からプロ野球選手をフォローする傍ら、子供達に野球を教えている。かつて所属した西武ライオンズの選手や、師と仰ぐ工藤公康も指導者として参加している。狭山西武ボーイズを設立し、野球塾と学習塾とトレーニングを組み合わせ運営。同チームは創部3年目で全国大会初出場を果たし、初出場準優勝と躍進した。様々な事業展開を手がけており、飲食店・調剤薬局・不動産・商社と幅広く経営している。現在、飲食業に元巨人の十川雄二、野球事業部に福井敬治、元西武の岩﨑哲也、不動産業にロッテの田中良平といった元プロ野球選手のセカンドキャリアを助けている。
2014年11月4日、次年度よりベースボール・チャレンジ・リーグに加入する福島ホープスのゼネラルマネージャーに就任することが発表された。小野は4シーズンにわたってゼネラルマネージャーを務め、2018年のシーズン終了後、福島に運営会社の経営問題が表面化した際には、球団代表兼監督の岩村明憲とともに、新しい運営会社の設立に動いた。11月21日に岩村を社長とする新会社が球団運営を引き継ぎ、「福島レッドホープス」に改名されることが公表されたが、その翌日に福島球団は総合コーチの星野おさむがゼネラルマネージャーに就任することを発表、事実上ゼネラルマネージャーを退任した。
実業では2018年時点で福島の食材を扱った飲食店を都内などに4店舗経営していると報じられている。
2020年6月27日、古巣の巨人とOBスカウトとしての契約を締結。埼玉エリアの有望選手の情報を巨人に提供する役割を担っている。

### 人物
息子はベースボール・チャレンジ・リーグの栃木ゴールデンブレーブスに内野手として在籍する小野勝利。

## 詳細情報

### 年度別投手成績
NPB
| 年 度    | 球 団    | 登 板 | 先 発 | 完 投 | 完 封 | 無 四 球 | 勝 利 | 敗 戦 | セ 丨 ブ | ホ 丨 ル ド | 勝 率 | 打 者 | 投 球 回 | 被 安 打 | 被 本 塁 打 | 与 四 球 | 敬 遠 | 与 死 球 | 奪 三 振 | 暴 投 | ボ 丨 ク | 失 点 | 自 責 点 | 防 御 率 | W H I P |
| -------- | -------- | ----- | ----- | ----- | ----- | -------- | ----- | ----- | -------- | ----------- | ----- | ----- | -------- | -------- | ----------- | -------- | ----- | -------- | -------- | ----- | -------- | ----- | -------- | -------- | ------- |
| 2004     | 西武     | 11    | 0     | 0     | 0     | 0        | 0     | 0     | 0        | --          | ----  | 80    | 18.2     | 14       | 5           | 11       | 0     | 1        | 15       | 0     | 0        | 12    | 11       | 5.30     | 1.34    |
| 2006     | 西武     | 1     | 0     | 0     | 0     | 0        | 0     | 0     | 0        | 0           | ----  | 13    | 3.0      | 2        | 0           | 3        | 0     | 0        | 2        | 0     | 0        | 0     | 0        | 0.00     | 1.67    |
| NPB：2年 | NPB：2年 | 12    | 0     | 0     | 0     | 0        | 0     | 0     | 0        | 0           | ----  | 93    | 21.2     | 16       | 5           | 14       | 0     | 1        | 17       | 0     | 0        | 12    | 11       | 4.57     | 1.38    |

### 記録
NPB初記録
- 初登板：2004年4月21日、対北海道日本ハムファイターズ6回戦（西武ドーム）、4回表2死に2番手で救援登板、4回1失点
- 初奪三振：同上、5回表に髙橋信二から

### 背番号
NPB
- 59 （2001年）
- 93 （2002年）
- 67 （2004年 - 2006年）